# Abdelfattah Boukhriss
Abdelfattah Boukhriss (22 oktober 1986) is een voormalig Marokkaans voetballer. Hij sloot in 2017 zijn carrière af bij Olympique Khouribga. Boukhriss speelde twee interlands voor het Marokkaans voetbalelftal.

## Statistieken
| seizoen | club             | land    | competitie     | wed. | goals |
| ------- | ---------------- | ------- | -------------- | ---- | ----- |
| 2010/11 | FUS de Rabat     | Marokko | GNF 1          | 13   | 0     |
| 2010/11 | Standard Luik    | België  | Jupiler League | 1    | 0     |
| 2011/12 | Standard Luik    | België  | Jupiler League | 1    | 0     |
| 2011/12 | FUS Rabat (huur) | Marokko | GNF 1          | 0    | 0     |
| 2012/13 | Raja Casablanca  | Marokko | GNF 1          | 0    | 0     |
|         |                  |         | Totaal         | 15   | 0     |

Laatst bijgewerkt: 02/08/12